# United Kingdom Independent Broadcasting
Die United Kingdom Independent Broadcasting (UKIB) ist ein Zusammenschluss von unabhängigen britischen Fernsehproduzenten und -sendern. Die drei größten UKIB-Mitglieder sind die Fernsehsender ITV, Channel 4 und S4C.
Die 1981 gegründete UKIB trat der Europäischen Rundfunkunion (EBU) bei, sodass sie Beiträge zu dessen Wettbewerben einreichen können. ITV hat bisher stets die britischen Beiträge zum Junior Eurovision Song Contest geschickt; das zweite britische EBU-Mitglied ist die BBC.